# Red bayesiana dinámica
Una red bayesiana dinámica (RBD) o red  bayesiana temporal es un tipo particular de red bayesiana que consiste en un grafo acíclico dirigido (o GAD) destinado a modelar estructuras de datos secuenciales o series temporales. En este tipo de modelos el valor de una variable o nodo en el momento T puede ser calculado en función de un conjunto de regresores asociados al valor previo de la variable en el momento T-1. Aunque los orígenes teóricos de estas técnicas estadísticas podrían trazarse hasta finales de la década de 1980 (Dean & Kanazawa, 1988, 1989; Cooper et al., 1989), son menos comunes que las redes bayesianas no-dinámicas.